# Certhidea
Genre
Le genre Certhidea regroupe deux espèces d'oiseaux appartenant à la famille des Thraupidae.

## Espèces
Selon la classification de référence du Congrès ornithologique international (version 5.2, 2015) :
- Certhidea olivacea – Géospize olive
- Certhidea fusca – Géospize gris